# Pavla Rottová
Pavla Rottová (* 13. září 1957) byla česká a československá politička Komunistické strany Československa a poslankyně Sněmovny lidu Federálního shromáždění za normalizace.

## Biografie
K roku 1981 se profesně uvádí jako zootechnička. Ve volbách roku 1981 zasedla do Sněmovny lidu (volební obvod č. 49 - Plasy, Západočeský kraj). Ve Federálním shromáždění setrvala do konce funkčního období, tedy do voleb roku 1986.